# Ibrahima Konaté
Ibrahima Konaté (n. 25 mai 1999, Paris, Franța) este un fotbalist francez care joacă pe postul de fundaș central la Liverpool FC în Premier League și la echipa națională de fotbal a Franței.

## Carieră

### Sochaux
Konaté și-a făcut debutul profesionist pentru Sochaux într-o înfrângere cu 1-0 în Ligue 2 cu Auxerre pe 7 februarie 2017, la vârsta de 17 ani.

### Leipzig
După un sezon de debut de succes, cu 12 meciuri și 1 gol într-o jumătate de sezon, Konaté s-a alăturat lui RB Leipzig în Bundesliga pe 12 iunie 2017, cu un contract de cinci ani ajuns liber de contract.

### Liverpool
Pe 28 mai 2021, Liverpool a anunțat că a ajuns la un acord cu RB Leipzig pentru transferul lui Konaté pe 1 iulie, în așteptarea eliberării internaționale și a unui permis de muncă. Clubul a purtat discuții personale cu jucătorul în aprilie și a plătit clauza de transfer de aproximativ 36 de milioane de lire sterline în mai 2021. Pe 18 septembrie, Konaté și-a făcut debutul în Premier League, pornind în echipa de start alături de Virgil van Dijk, într-o victorie cu 3-0 împotriva Crystal Palace.